# 中国少年儿童出版社

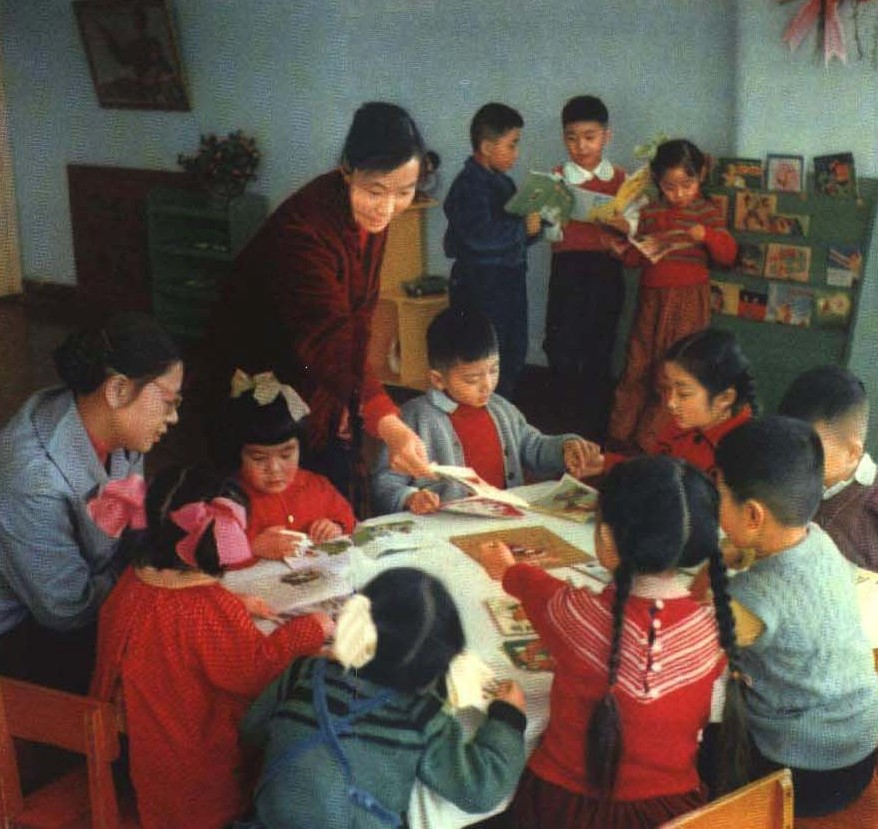
1964年中国少年儿童出版社编辑到幼儿园

中国少年儿童出版社成立于1956年6月1日，是一家直属中国共产主义青年团中央委员会的少儿向出版社。

## 沿革
2000年与中国少年报社合并组成中国少年儿童新闻出版总社。首任社长为叶至善。该社重点从事未成年人书籍的出版工作，有与北京中少动漫合作引进发行日本漫画。
ISBN代码为978-7-5007/5148。

## 发行日本漫画
- 《阿拉蕾》（鸟山明）
- 《钢之炼金术师》（荒川弘）
- 《龙珠》（鸟山明）
- 《圣斗士星矢》（车田正美）
- 《水果篮子》（高屋奈月）